# Simon Schembri
Pour les articles homonymes, voir Schembri.
Simon Schembri est un guitariste classique français, né à Malte en 1965.

## Biographie
La guitare est un instrument très populaire lorsque Simon Schembri la découvre à six ans à Malte. À neuf ans, il se produit pour la première fois à la télévision et à treize ans, il obtient la licence de la Royal Schools of Music de Londres. Dans la foulée il intègre la classe d'Alexandre Lagoya au Conservatoire national supérieur de musique et de danse de Paris où il obtient le premier prix. Il est également lauréat de la Guitar Foundation of America et il médaillé d'or des Fondations Yehudi Menuhin et George Cziffra. Il reçoit un Malta Music Awards.
Simon Schembri se situe dans la lignée de l’école guitaristique fondée par Tarrega au XIXe siècle, dont se sont inspirés Ida Presti et Alexandre Lagoya.
Simon Schembri est l’invité de divers médias musicaux : Ève Ruggieri qui lui a consacré Musiques au cœur, Anne-Charlotte Rémond sur France Musique (« Sur tous les tons »), José Arthur et Frédéric Lodéon sur France Inter.[réf. nécessaire]
Schembri donne de nombreux récitals en France (dont la Martinique) et à l’étranger (Europe, Tunisie et Venezuela) et consacre une grande part de son activité à la musique de chambre qu’il décline sous toutes ses formations : en quintette (Quatuor Parisii, Quatuor Debussy, Quatuor Ludwig), avec des orchestres et dans des lieux renommés : Théâtre du Châtelet avec l'Orchestre de Paris, Cathédrale des Invalides avec l'Orchestre de la Garde républicaine, Palais des congrès de Paris, Purcell Room (Londres) et Liceu (Barcelone) et dans de nombreux festivals internationaux.
Il porte un intérêt à l’évolution de la guitare. Il a ainsi créé des œuvres de Jacques Chailley, Erik Marchelie ou Gordon Mizzi. Il a travaillé en étroite collaboration avec le luthier espagnol Ignacio M. Rozas. Il est aussi professeur d'enseignement artistique, notamment à la Schola Cantorum de Paris, et donne régulièrement des classes de maître dans les académies internationales (Académie internationale de musique des Pays de Loire et de Lozère).
Sa discographie compte deux CD chez Quantum et Gallo et un CD en collaboration avec Quatuor Parisii, The Maltese Touch,.
Il enseigne la guitare au Conservatoire de Sevran depuis plusieurs années[évasif].